# Bagisara rectifascia
Bagisara rectifascia là một loài bướm đêm trong họ Noctuidae.